# Tryckeribolagets hus
Tryckeribolagets hus är en bostads- och kontorsfastighet i nyrenässans som uppfördes 1891 för Boktryckeribolaget i Sundsvall. Här låg tryckeriet för Sundsvallsposten. Huset ritades av arkitekterna Per Appelberg och Knut Gyllencreutz och har en fasad med putsdekor och rött tegel.

## Historia
År 1873 bildades Boktryckeri AB i Sundsvall, som bland annat utgav tidningen Sundsvallsposten. Sundsvallsposten hade ursprungligen sina lokaler på Storgatan, mellan Gustav Adolfs Kyrka och Selångersån, men huset ödelades vid den stora sundsvallsbranden 1888. Efter branden inrymdes Sundsvallsposten i tillfälliga lokaler, men ägarna beslutade snart att bygga ett nytt och tidsenligt hus. 1889 köptes för ändamålet tomten Vesta 3 i centrala Sundsvall. Till ett styrelsesammanträde den 12 april 1890 hade den norske arkitekten Andreas Bugge inkommit med ett förslag till bebyggelse på tomten. Bugge var i staden känd som ledande arkitekt för ombyggnaden av Sundsvalls stadshus, men förslaget till tryckeribolaget ansågs olämpligt, och det förkastades tills vidare.
Stadsarkitekten Per Appelberg i kompanjonskap med arkitektkollegan Knut Gyllencreutz lämnade nu ett förslag till styrelsen, vilka föll för utformningen av fasaderna. Däremot besöt styrelsen beträffande den inre planlösningen att använda sig av Brugges förslag.
I slutet av 1891 invigdes huset.

## Exteriör
Fasaden i nyrenässans har en rik putsdekor mot rött tegel. I bottenvåningen har fönstren enklare omfattningar krönta av frontoner med akroterier.
På andra våningen - bostadsvåningen - har fönstren mer påkostade omfattningar med kolonner. Mellan fönstren finns vridna kolonner som bär upp porträttsbyster, föreställande svenska kungar, bl.a. Gustaf II Adolf och Oscar II, samt för tryckerikonstens utveckling betydelsefulla personer, exempelvis Gutenberg. Utöver dessa finns på våningens fasad även emblem placerade i nischer.
Entrépartiet i byggnadens hörn förenklades på 1950-talet, men i samband med en fasadrestaurering 1980 gjordes vissa återställningsarbeten.
Enligt ritningarna skulle det på taket också ha funnits en stor bildhuggerigrupp och skulpterade facklor, men detta förverkligades aldrig.